# Andrew Kobal
Andrew (Andrej) Kobal, slovenski pisatelj, novinar, urednik, lektor in profesor, * 29. november 1899, Cerkno, † 16. marec 1988, Murnau, Bavarska.

## Življenjepis
Andrej Kobal, od leta 1930 Andrew Kobal, se je rodil v Cerknem. V prvi svetovni vojni je vojaško službo služil na Češkem, v Romuniji, konec vojne pa je dočakal v Italiji na Pijavi. Kmalu po koncu prve svetovne vojne pobegnil iz goriških zaporov v Ljubljano, nato nekaj časa delal v Slovenj Gradcu, od tam pa preko okupirane Primorske 1921 odšel v ZDA, kjer je dosegal štiri doktorate. V začetku je bil pomočnik urednika Prosvete, nato je tri leta urejal Mladinski list. V začetku tridesetih let 20. stoletja je bil nekaj časa lektor slovenskega jezika na Univerzi Columbia v New Yorku, tam je leto dni tudi predaval jugoslovansko književnost. Na povabilo Bele hiše je spoznal predsednika Herberta Hooverja.
Kasneje je zaslovel zaradi iznajdbe psiholoških testov, na kar ga je opazila tudi ameriška vlada. V drugi svetovni vojni je služil na strani Združenih držav. Obveščevalno je pošiljal trojke v zasedeno Evropo, predvsem v balkanske države. Po vojni je služil nekaj let v Bolgariji, nato se je vrnil v Združene države. Kasneje ga je pod vodila na zasedeno Japonsko, v Južno Korejo, Indijo in Pakistan. Po službeni dolžnosti je veliko potoval. Zadnja leta je urejal arhiv ruske carske obveščevalne službe. Kobal je bil poliglot in je govoril 15 jezikov. 
Poročen je bil s Srbinjo Nado s katero je imel tri sinove, eden je umrl ob rojstvu. Sin Mihael Tomaž Kobal (1939-1976), strokovnjak za akustiko, je umrl mlad, star samo 37 let za posledicami kapi.

## Literarno delo
Njegove mladinske novele, ki jih odlikuje doživeta in zanimiva fabula, so izhajale v Mladinskem listu in Ameriškem družinskem koledarju. Napisal je več socialnih povesti ter vrsto šaljivih enodejank in daljših komedij v slogu ljudskih iger , katere so slovenski odri v ZDA radi uprizarjali . V New Yorku je leta 1933 izdal knjigo Tolminec: tragedija iz življenja primorskih Slovencev, pod psevdonimom Solkanov . V Gorici je 1975 in 1976 izdal spomine v dveh delih Svetovni popotnik pripoveduje I-II. Dva zvezka spominov so bogat vir o življenju Slovencev v Ameriki. Kobal v njih opisuje njihove odnose, življenje in politične poglede ameriških Slovencev, med drugim je kritičen do pisatelja Luisa Adamiča, zaradi napadanja v časopisnih polemikah. 
Kobal je napisal tudi knjigo Slovenec v službi F.B.I. in druge zgodbe ameriških Slovencev .
Leta 1975 je prejel literarno nagrado Vstajenje za knjigo Svetovni popotnik pripoveduje .